# Zhang Zuolin

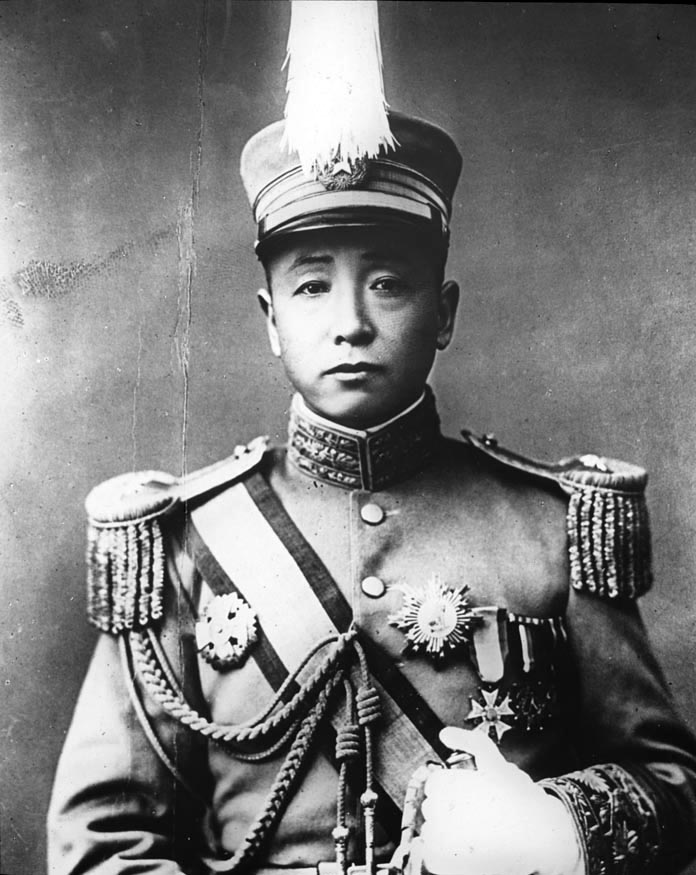
Zhang Zuolin (ca. 1920)

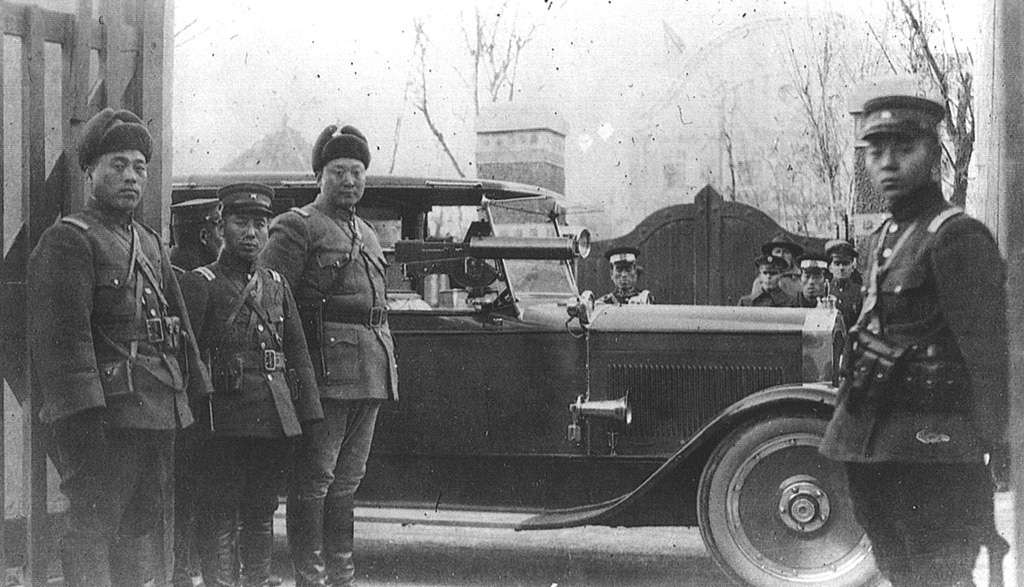
Zijn auto, een Packard uitgerust met machinegeweren (ca. 1920)

Zhang Zuolin (ook wel Chang Tso Lin) (19 maart 1875 – 4 juni 1928) was een van de krijgsheren die China aan het begin van de twintigste eeuw onder elkaar hadden verdeeld. Zijn machtsbasis lag in Mantsjoerije. In juni 1926 nam hij de hoofdstad Peking  in tijdens de Tweede Zhili-Fengtian Oorlog. Een jaar later kreeg hij internationale erkenning als regering van China.
In de winter van 1927-1928 stortte de economie van Mantsjoerije in. Hij verloor hiermee belangrijke inkomsten. In mei werd zijn leger verslagen door het Nationale Revolutionaire Leger onder leiding van Chiang Kai-shek. Op 4 juni 1928 kwam hij om het leven na een bomaanslag  door een Japanse legerofficier. Zhang had een goede relatie met de Japanners, maar Japanse militairen waren woedend omdat hij er niet in geslaagd was de opmars van de Nationalisten te stoppen.

## Carrière
Zhang werd geboren in maart 1875 in Haicheng, een plaats in de huidige provincie Liaoning. Hij kreeg maar een beperkte opleiding en kon nauwelijks lezen of schrijven. Hij was vooral bezig met jagen en vissen. In 1896 werd hij lid van een bende en 10 jaar later voerde hij een kleine bende aan. Tijdens de Bokseropstand nam hij en zijn bende dienst bij het Chinese leger. Vijf jaar later werd zijn bende gebruikt als huurlingen voor het Japanse leger tijdens de Russisch-Japanse Oorlog (1904-1905).
Na de Xinhairevolutie in 1911 zorgde hij voor rust en orde in Mantsjoerije en werd zelfs benoemd tot hoge functionaris bij het ministerie van Militaire zaken. Met Yuan Shikai ontwikkelde hij een goede relatie, hij kreeg van hem wapens en een hoge militaire rang. In 1915 was Zhang een van de weinige die de aspiraties steunde van Yuan Shikai om zich tot keizer te benoemen. Na zijn dood werd Zhang benoemd tot militair leider en gouverneur van Liaoning. Hij was een monarchist en onderhield een goede relatie met de laatste Qing keizer Puyi. Met generaal Zhang Xun spande hij samen om Puyi  weer tot keizer van China uit te roepen in juli 1917. Twaalf dagen later werd het keizerrijk echter weer ten val gebracht door een andere krijgsheer. Zhang had dit zien aankomen en was overgelopen naar de winnende partij. In 1918 had Zhang heel Mantsjoerije onder controle.
In 1920 werd zijn positie door de centrale regering bevestigd. Zijn machtsbasis was het leger en in 1922 had hij zo’n 100.000 soldaten. Hij had grote hoeveelheden oorlogsmateriaal gekocht dat na de Eerste Wereldoorlog op de markt was gekomen. Officieel maakte het gebied deel uit van de republiek China, maar door de geïsoleerde ligging en zijn leger handelde hij zeer onafhankelijk van het centrale bestuur. In mei 1922 verklaarde hij Mantsjoerije onafhankelijk van China.
In 1924 zag Zhang een kans om Peking in te nemen en een oorlog aan de zuidgrens van Mantsjoerije brak uit. Hij voerde zijn legers naar het zuiden en een legereenheid bereikte zelfs Shanghai. De oorlog ging niet helemaal volgens plan en in juni 1926 werd Peking pas ingenomen. De kosten van de oorlog en het verlies van zijn financieel expert, noopte Zhang tot dramatische maatregelen om aan geld te komen. De geldpers ging aan, de financiële reserves werden aangesproken en veel leningen afgesloten. De economie leed hier zwaar onder en in november 1926 gingen de arbeiders staken en veel mensen trokken door het land om aan voedsel te komen. Desondanks bleef Zhang in Peking en in 1927 werd zijn regering internationaal erkend. In mei 1928 opende Chiang Kai-shek een succesvolle aanval op de stad en op 3 juni 1928 verliet Zhang de hoofdstad.
De volgende ochtend bereikte zijn trein de buitenwijken van Shenyang. Kolonel Kōmoto Daisaku, een officier van het Japanse Kanto-leger, had een bom langs het spoor gelegd en deze explodeerde toen Zhang's trein voorbij reed. Twee weken lang werd de dood van Zhang geheim gehouden, terwijl er een machtsstrijd om zijn opvolging woedde. Zijn oudste zoon van zijn officiële vrouw, Zhang Xueliang werd zijn opvolger.

## De moord op Zhang Zuolin
Zhang Zuolin werd op 4 juni 1928 vermoord door Japanse militairen van het Kanto legeronderdeel onder leiding van kolonel Komoto Daisaku.
Hirohito was razend omdat de moord zonder zijn toestemming was uitgevoerd. Hij eiste van minister-president Tanaka van de Seiyukai partij dat hij de schuldigen zou straffen. Tanaka vertelde Saionji en de keizer in december 1928 dat hij de daders had gevonden en streng zou straffen, maar hij werd onder druk gezet door legerminister Shirakawa Yoshinori en spoorwegminister Ogawa. Volgens hun zou het straffen van de militairen de relatie met China verslechteren. Uiteindelijk bereikte Tanaka een compromis, generaal Muraoka Chotaro van het Kanto-leger werd met pensioen gestuurd en Komoto werd geschorst.
Ondertussen had Makino al contact gezocht met legerminister Shirakawa Yoshinori. Hirohito en Makino gingen akkoord met het idee van Shirakawa Yoshinori dat het straffen van de militairen de Japans reputatie zou schaden, daarom zou het publiek een gecensureerde versie van het incident krijgen en zouden de schuldigen discreet gestraft worden. Toen Tanaka Hirohito inlichtte over zijn compromis stelde Hirohito dat Tanaka laf optrad tegen de militairen en dat het misschien beter voor hem was om ontslag te nemen. Tanaka nam daarop ook ontslag. Tanaka’s opvolger Osachi Hamaguchi hield de keizer over elke handeling van het kabinet op de hoogte, exact zoals Hirohito dat wilde.

### Gevolgen
Het incident had meerdere gevolgen. Ten eerste dachten sommige mensen binnen het leger dat ze de keizerlijke orders konden negeren. Ten tweede was Hirohito erg geschrokken van zijn macht. In zijn monoloog na de oorlog schrijft hij:
When I had told Tanaka; Why don’t you resign? it was a warning, not a veto. However, afterward I decided I would state my opinions but never exercise my veto.
Ook werd hij door zijn kamerheer Saionji op de vingers getikt, volgens Saionji had Hirohito zich wild en onbeheerst gedragen. Verder vond Saionji dat Hirohito zich voortaan niet meer zo intensief moest bemoeien met politieke affaires.
Dat Hirohito het hiermee eens was blijkt uit zijn opmerkingen:
Today I feel that it was my youthful spirit that made me talk the way I did…. After this incident I decided to sanction whatever the cabinet presented me even if I did not agree with it.
Desondanks toont het incident wel aan hoeveel macht Hirohito had als keizer, want met een opmerking kon hij een kabinet ontslaan.